# 마리오 발리엔
마리오 발리엔(이탈리아어: Mario Varglien ˈmaːrjo ˈvarʎen[*]; 1905년 12월 26일, 오스트리아-헝가리 피우메 ~ 토스카나 주 피렌체)은 발리엔 1호(Varglien I)로도 알려진 피우메(현 크로아티아 리예카) 출신 이탈리아의 전 축구 선수로, 현역 시절 미드필더로 활약했다.

## 클럽 경력
발리엔은 현역 시절 대부분을 유벤투스에서 보내며 5번의 세리에 A 우승을 거두었고, 구단 주장도 역임했다.

## 국가대표팀 경력
국가대항전에서, 발리엔은 이탈리아 국가대표팀 일원으로 1934년 월드컵 우승을 경험했다.

## 사생활
마리오의 동생 조반니도 이탈리아의 축구 선수로, 국가대표팀 경기에 출전한 적이 있다. 두 형제가 유벤투스에서 한배를 타기도 했다.

## 수상

### 클럽
유벤투스
- 세리에 A: 1930–31, 1931–32, 1932–33, 1933–34, 1934–35
- 코파 이탈리아: 1937–38, 1941–42

### 국가대표팀
이탈리아
- 월드컵: 1934

### 감독
코모
- 세리에 B: 1948–49